# Іще один день життя
«Іще́ оди́н де́нь життя́» (пол. Jeszcze dzień życia) — нехудожня книга 1976 року польського письменника Ришарда Капусцінського. Це запис трьох місяців громадянської війни в Анголі (1975—2002).

## Сюжет
Книга складається з помітного опису деградації ангольської столиці Луанди, аналізу різних слабких сторін фронту Народного руху за визволення Анголи, листування через телекс між Капусцінським і Польським агентством преси та короткої історії конфлікту в Анголі до 1975—1976 років.

## Екранізація
У 2018 році вийшов анімаційний повнометражний фільм «Іще один день життя» режисерами якого виступили Рауль де ла Фуенте та Даміанн Ненов. Зйомки документальної частини фільму розпочалися восени 2013 року в Польщі, Анголі, Португалії та на Кубі. Фільм є копродукцією Польщі, Іспанії, Німеччини, Бельгії та Угорщини. Екранізація здобула численні нагороди на кінофестивалях. Прем'єра відбулася на Каннському кінофестивалі у 2018 році.